# Pirâmide de Sefrés
Pirâmide de Sefrés ou Sauré (em egípcio: Sahuré) foi a primeira pirâmide construída na necrópole de Abusir, no Egito. A pirâmide foi construída para o enterro de Sefrés, segundo faraó da quinta dinastia c. 2 480 a.C.. A pirâmide de Sefrés é parte de um complexo mortuário maior que compreende um templo nas margens do lago Abusir, uma ponte a partir deste templo localizado contra a pirâmide principal e uma pirâmide de culto para o Cá do rei. O complexo era conhecido na antiga egípcia como Ḫˁj-b3 S3ḥ.w Rˁ, "A Ascensão do Espírito Ba de Sefrés".
O complexo de pirâmides de Sefrés foi amplamente escavado no início do século XX por Ludwig Borchardt e agora é reconhecido como um marco na arquitetura do Egito Antigo, um padrão que permaneceria inalterado até o final da sexta dinastia, 300 anos mais tarde. O vale e os templos, bem como a calçada do complexo, foram ricamente decorados com mais de 10 mil metros quadrados de relevos finos. O templo também é notável pela variedade de materiais de construção utilizados, como alabastro, basalto, calcário fino e granito vermelho.